# باشگاه فوتبال گوارانی
باشگاه فوتبال گوارانی (به پرتغالی: Guarani Futebol Clube) که در اصطلاح عامیانه گوارانی نامیده می‌شود، یک باشگاه فوتبال برزیلی در کامپیناس، سائوپائولو است. گوارانی تنها باشگاهی از روستاهای برزیل است که توانسته‌است در لیگ برتر فوتبال برزیل قهرمان شود. این تیم در حال حاضر در سری بی برزیل، رده دوم فوتبال برزیل، و همچنین در سری آ۱ قهرمانی پائولیستا، بالاترین رده لیگ فوتبال ایالت سائوپائولو بازی می‌کند.

## تاریخچه
باشگاه فوتبال گوارانی در ۱ آوریل ۱۹۱۱ در شهر کامپیناس، سائوپائولو، با ابتکار ۱۲ دانش آموز تأسیس شد. دانش آموزان از جمله پمپئو دی ویتو، هرنانی فیلیپو ماتالو و ویسنته ماتالو معمولاً در میدان کارلوس گومز فوتبال بازی می‌کردند.ویسنته ماتالو اولین رئیس گوارانی شد. گوارانی برگرفته از اپرای استاد آنتونیو کارلوس گومز "Il Guarany" است. آنتونیو کارلوس گومز در کامپیناس برزیل متولد شد و یکی از برجسته‌ترین آهنگسازان کلاسیک قرن نوزدهم است. گوارانی به‌طور رسمی در ۱ آوریل ۱۹۱۱ تأسیس شد، اما برای جلوگیری از شوخی‌های روز اول آوریل توسط هواداران تیم‌های رقیب، مدیران گوارانی تاریخ تأسیس رسمی را به ۲ آوریل ۱۹۱۱ تغییر دادند.
در سال ۱۹۴۹، گوارانی قهرمان کمپئوناتو پائولیستا درجه دوم شد و حق بازی در لیگ برتر را در فصل بعد به دست آورد.
از سال ۲۰۱۹، گوارانی تنها تیم روستایی برزیل است که قهرمانی ملی را کسب کرده‌است (بدون احتساب باشگاه فوتبال سانتوس؛ اگرچه سانتوس مرکز ایالت نیست، اما در ساحل واقع شده‌است). این باشگاه در سال ۱۹۷۸ پس از شکست باشگاه فوتبال پالمیراس قهرمان کمپئوناتو برازیلیرو شد.

## هماورد
بزرگترین رقیب گوارانی باشگاه فوتبال پونته پرتا است که آن‌هم از کامپیناس می‌آید. بازی بین گوارانی و پونته پرتا به دربی کمپینیرو معروف است. این یک رقابت صد ساله (اولین مسابقه در ۲۴ مارس ۱۹۱۲ برگزار شد) و بزرگترین رقابت در حومه برزیل و یکی از شدیدترین رقابت‌ها در کل کشور است.

## ورزشگاه

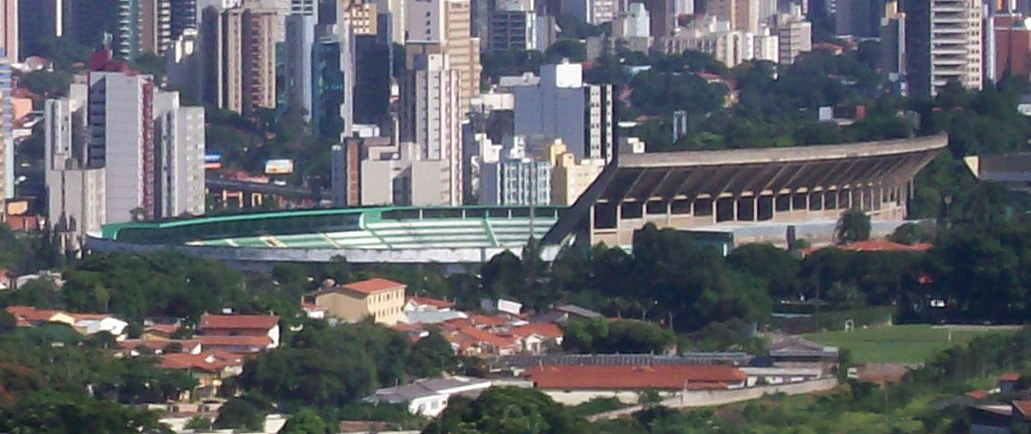
دورنمای ورزشگاه برینکو د اورو دا پرینسسا.

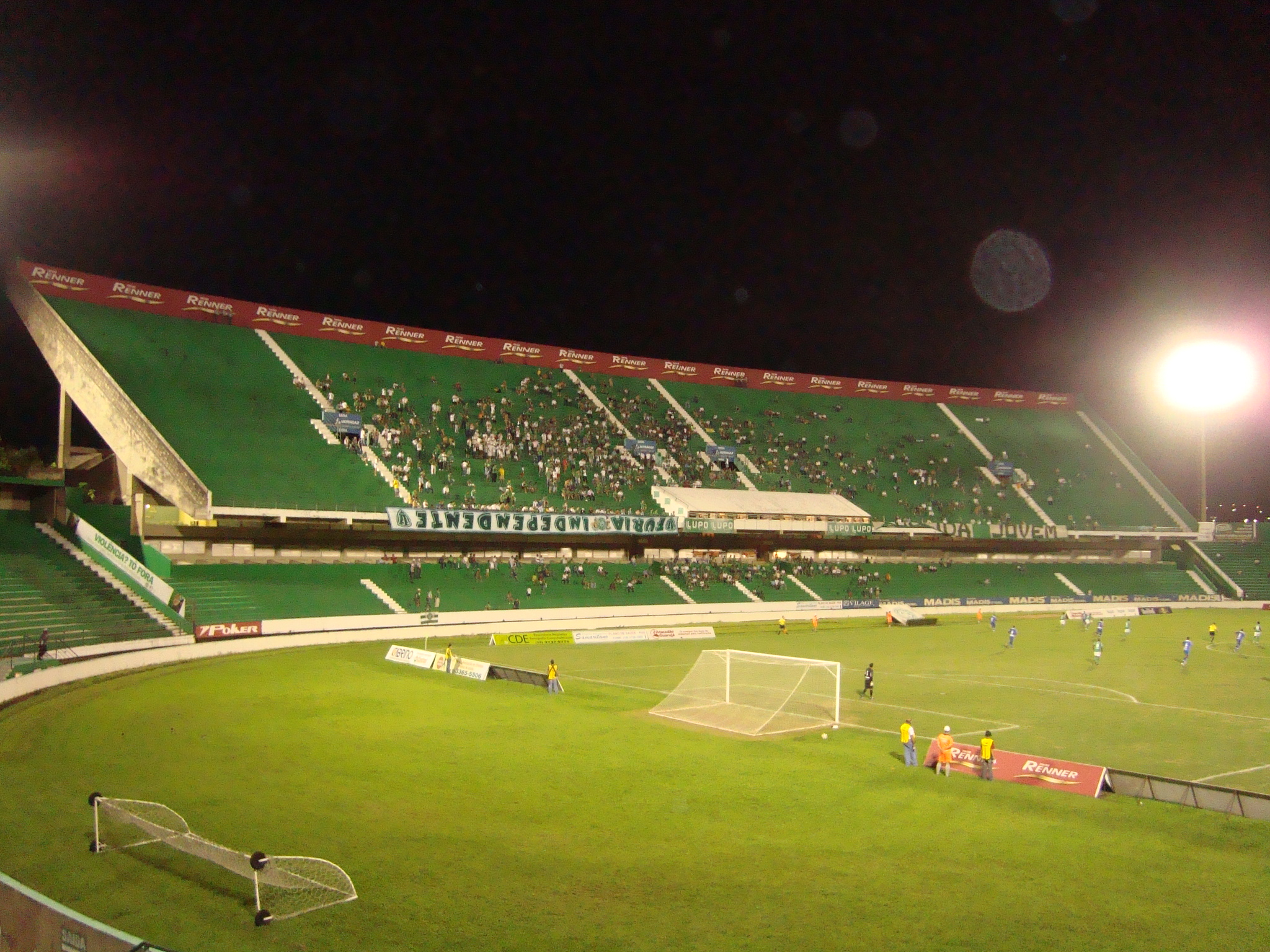
ورزشگاه اختصاصی گوارانی در شب.

استادیوم اختصاصی گوارانی، استادیو برینکو د اورو دا پرینسسا است که در ۳۱ مه ۱۹۵۳ ساخته شد و حداکثر ظرفیت آن ۳۰۹۸۸ نفر است.